# Hohe Wart (Rohrbrunner Forst)
Die Hohe Wart, auch Sonnhöh genannt, ist mit 572 m ü. NHN der dritthöchste Berg im Spessart im bayerischen Landkreis Aschaffenburg.

## Geographie
Der bewaldete Berg befindet sich im gemeindefreien Gebiet Rohrbrunner Forst etwa 1,4 km südöstlich der Autobahnraststätte Rohrbrunn (A 3) und ungefähr 500 m nordöstlich des Parkplatzes an der Spessarthochstraße (Staatsstraße 2316). Von dort aus ist der Gipfel mit dem Wegzeichen „Eichenblatt“ erreichbar und mit einem Schild „Sonnhöh“ markiert. Etwa 950 m nordwestlich des Gipfels liegt das Jagdschloss Luitpoldshöhe an der Staatsstraße 2312 (früher: Bundesstraße 8).
Diese Hohe Wart ist nicht zu verwechseln mit der gleichnamigen Hohen Wart im Landkreis Miltenberg.